# Prostitución en Panamá

Prostitución en Centroamérica y zona del Caribe. En verde, el modelo legalizador, por el que la prostitución y toda actividad relacionada con ella está regulada y es legal, al que pertenece Panamá.

La prostitución en Panamá es legal y regulada. Las prostitutas están obligadas a registrarse y portar cédula de identidad. Sin embargo, la mayoría de las prostitutas no están registradas. En 2008 había 2 650 trabajadoras sexuales registradas ante el gobierno, pero no había información precisa sobre el número total de personas que ejercen la prostitución en el país. Algunos estiman que el número de prostitutas no registradas es de 4 000.
La principal zona de prostitución en Ciudad de Panamá es Bella Vista. También existe prostitución callejera en la zona conformada por las avenidas de Ricardo Arias, Avenida Central y Avenida Perú.
Hay muchas prostitutas extranjeras en el país, especialmente de Cuba, Venezuela y Colombia. Para ejercer la prostitución, las prostitutas extranjeras necesitan un visado de «alternadora». Como este visado se estampa en el pasaporte, muchas trabajan de forma no oficial con visados de turista para evitar que se les estampe el sello de «prostituta» en el pasaporte. Trabajar sin el visado correcto y no estar registrada es una infracción administrativa, no un delito, y suele castigarse con una pequeña multa si se descubre.

## Zona del Canal de Panamá
Durante la construcción del Canal de Panamá (1904-1914), muchas prostitutas llegaron a la zona del canal para servir a los trabajadores que lo construían. Muchas procedían del Caribe, especialmente de las islas anglófonas. En 1905, el gobierno estadounidense organizó el transporte a Panamá de varios centenares de mujeres de Martinica. El presidente Theodore Roosevelt inició una investigación sobre la moralidad de estas mujeres, por si habían sido traídas para trabajar como prostitutas.
Tras la finalización del canal, la mayor parte de la mano de obra emigrante se marchó, dejando principalmente tropas y civiles estadounidenses. Estos ciudadanos estadounidenses se convirtieron en los principales clientes de los barrios rojos de las ciudades panameñas cercanas al canal, como Ciudad de Panamá y Colón.
El gobierno estadounidense, preocupado por la propagación de enfermedades de transmisión sexual, intentó presionar a las autoridades panameñas para que prohibieran la prostitución y cerraran los barrios rojos. Los panameños se resistieron a las presiones estadounidenses para modificar las leyes dentro de un estado independiente. Consideraban a las prostitutas como un amortiguador entre los soldados estadounidenses y las mujeres panameñas. Contrarrestaron el argumento estadounidense con la sugerencia de que eran los soldados estadounidenses quienes contagiaban las enfermedades de transmisión sexual a las prostitutas, y no al revés.

## VIH
En 2021, la Organización Mundial de la Salud estimó que la tasa estimada de incidencia de la infección por el virus de la inmunodeficiencia humana (VIH) (nuevos diagnósticos) fue de 31,4 por 100 000 habitantes. La tasa de mortalidad ajustada por edad por VIH fue de 15,4 por 100 000 habitantes en 2019. Cabe señalar que durante el período 2000-2019 este indicador disminuyó en un 22,5 %. En 2022 no se registraron casos de rabia humana en el país. En el año 2000 se aprobó una ley sobre el VIH/sida y las infecciones de transmisión sexual. En septiembre de 2016, una prostituta fue condenada a un año de prisión por ejercer la prostitución a sabiendas de que era seropositiva.

## Prostitución infantil
Las autoridades panameñas siguen persiguiendo casos de abuso sexual infantil en zonas urbanas y rurales, así como en comunidades indígenas. Los funcionarios creen que la explotación sexual comercial de niños ocurre, incluso en zonas turísticas de la Ciudad de Panamá y en comunidades de playa, aunque no llevan estadísticas separadas.

### Legislación
El artículo 187 de su Código Penal establece que quien utilice, permita o autorice que un menor participe en actos o exhibiciones indecentes o pornográficos, sean o no efectivamente grabados, fotografiados o filmados, será sancionado con prisión de seis a ocho años. La misma pena se aplica a quien utilice el correo electrónico, Internet o cualquier otro medio de comunicación regional o de masas para incitar a menores a mantener relaciones sexuales en línea, o para proporcionar o estimular servicios sexuales, a través de cualquiera de los medios anteriores, por teléfono o en persona.
El artículo 190 del Código Penal castiga con la pena de prisión de ocho a diez años a quien promueva, dirija, organice, publicite, invite, facilite o concierte por cualquier medio de comunicación local o masivo, local o internacional de turismo sexual, la captación de un menor de catorce a diecisiete años para su explotación sexual, se produzca o no efectivamente. La pena se aumentará en la mitad de la pena máxima si la víctima es menor de catorce años.

## Tráfico sexual
Panamá es país de origen, tránsito y destino de hombres y mujeres víctimas de la trata sexual. Los niños víctimas de trata suelen ser ciudadanos panameños sometidos a actos sexuales comerciales dentro de Panamá. Las mujeres panameñas son objeto de trata con fines sexuales en otros países, como Bahamas y Guyana. 
La mayoría de las víctimas de trata identificadas en el país son adultas extranjeras explotadas en el tráfico sexual, especialmente mujeres de Brasil, Colombia, Venezuela, Cuba, República Dominicana, Honduras y Nicaragua. En 2016, aumentó el número de víctimas transgénero extranjeras sometidas a trata sexual. Las personas transgénero son discriminadas en Panamá, lo que las hace más vulnerables a la trata, especialmente dada la alta demanda en Panamá de servicios sexuales de esta población. Los traficantes reclutan a las víctimas femeninas con promesas de buenos trabajos y altos salarios en las industrias de limpieza y restaurantes, así como para el modelaje y la prostitución, pero las explotan en el tráfico sexual.
Las autoridades han detectado posibles víctimas del tráfico sexual entre las mujeres de Europa del Este que trabajan en clubes nocturnos. Hombres de Estados Unidos han sido investigados como turistas sexuales con menores en Panamá. Funcionarios panameños y europeos informan de que algunos hombres y mujeres de Centroamérica que transitan por Panamá en ruta hacia el Caribe o Europa son objeto de tráfico sexual en sus países de destino.
En 2024, la Oficina de Vigilancia y Lucha contra la Trata de Personas del Departamento de Estado de los Estados Unidos clasificó a Panamá como país de "nivel 2".